# Disynaphia
Disynaphia é um género botânico pertencente à família Asteraceae.